# Carolina Bonaparte
Maria Anunciata Carolina Bonaparte (em italiano: Maria-Annunziata di Buonaparte, Ajaccio, 25 de março de 1782 – Florença, 18 de maio de 1839) foi a esposa de Joaquim Murat e Grã-Duquesa de Berg e Cleves de 1806 até 1808 quando se tornou Rainha Consorte de Nápoles até 1815. Era irmã mais nova do Imperador Napoleão Bonaparte.

## Biografia
Era filha de Carlos Maria Bonaparte e Maria Letícia Ramolino. Em 1793 mudou-se com a família para a França, durante a Revolução Francesa. Enamorando-se de um dos generais de Napoleão, Joachim Murat, casou-se com ele em 20 de janeiro de 1800, estando ela com 17 anos. Napoleão não aprovava o casamento, mas foi persuadido por sua esposa Josefina. Tornou-se Grã-duquesa de Berg e Cleves em 15 de março de 1806, e rainha consorte de Nápoles em 1 de agosto de 1808. Manteve uma intensa rivalidade contra Josefina, fazendo com que Napoleão se envolvesse com uma amante, Eléonore Denuelle de La Plaigne, que lhe deu o primeiro filho, ilegítimo, mas que indicou a infertilidade de Josefina.

Carolina Bonaparte e os seus filhos

Quando Napoleão se casou novamente, com Maria Luísa da Áustria, Carolina foi quem a acompanhou à França. O nascimento de um herdeiro legítimo para Napoleão significou o fim das esperanças acalentadas por Carolina de ver seu filho Napoleão Aquiles no trono da França. As suas relações com o irmão se deterioraram, seu marido acabou executado e ela fugiu para a Áustria.
Em 1830 casou-se novamente, com Francesco Macdonald, antigo Ministro da Guerra do Reino de Nápoles, vivendo com ele em Florença até 1839, quando veio a falecer. Não tiveram filhos. Ela está sepultada na Igreja de São Salvador de Ognissanti, em Florença.

## Descendência
De seu matrimônio com Joaquim Murat, nasceram:
- Aquiles Murat (1801 - 1847), 1º Príncipe de Pontecorvo
- Maria Letícia Murat (1802 – 1859)
- Luciano Murat (1803 – 1878), 2º Príncipe de Pontecorvo, Príncipe Murat
- Luísa Murat (1805 – 1889)